# Mingrelische Grammatik
Dieser Artikel beschreibt die Grammatik der mingrelischen (megrelischen) Sprache (Eigenbezeichnung: margaluri nina). Die wenigen schriftlichen Quellen zu dieser Sprache sind lückenhaft und teilweise sogar widersprüchlich, vielleicht beziehen sie sich auch stillschweigend auf unterschiedliche Dialekte; zweifelhafte Aussagen sind daher im Folgenden durch Fragezeichen gekennzeichnet.

## Lautlehre
Das Mingrelische ist keine Schriftsprache. Es kann mit dem georgischen Alphabet zuzüglich einiger Zusatzbuchstaben (zum Beispiel für 'j', entstanden aus 'l') niedergeschrieben werden. Weiterhin existieren verschiedene Arten der Umschrift mit lateinischen Buchstaben, die sich teilweise an solchen für andere kaukasische Sprachen orientieren; besonders die Schreibungen für Zischlaute und Halbvokale unterscheiden sich stark voneinander. Einige Varianten sind im Folgenden in Klammern beigefügt.
- Die Betonung liegt gewöhnlich auf der ersten Silbe eines Wortes.

### Konsonanten
- Die häufigsten Konsonanten sind r, n, k, m, d, t, s, sh, l, g.
- y kann in einigen Umschriften für [j] stehen, während j dann für [d͡ʒ] steht.

#### Aspirata und Ejektive
Stimmlose Plosive und Affrikata kommen entweder aspiriert oder ejektiv vor. Ejektive sind die einzigen Laute des Mingrelischen, die im Deutschen gar nicht vorkommen. Sie werden mit zusätzlichem Stimmlippenverschluss gesprochen; vor einem Vokal ist der Stimmlippenverschluss deutlich, gewissermaßen als kurze Unterbrechung zwischen Konsonant und Vokal, zu hören. Gekennzeichnet wird der Stimmlippenverschluss durch einen nachgestellten Apostroph (ʼ), manchmal auch durch einen Punkt über oder unter dem jeweiligen Buchstaben.
```
 
Aspiriert Ejektiv 

 
p
    [p
h
]     
pʼ
   [pʼ]
 
t
    [t
h
]     
tʼ
   [tʼ]
 
k
    [k
h
]     
kʼ
   [kʼ]
 
ts
   [ts
h
]    
tsʼ
  [tsʼ] (andere Umschriften: 
c, 3
)
 
tsh
  [tʃ
h
]    
tshʼ
 [tʃʼ] (andere Umschriften: 
č, ç
)
```

```
 Der Laut 
qʼ
 [χʼ] ist das ejektive Gegenstück zu 
x
.
```

#### Sonstige Konsonanten
- In der hier verwendeten Umschrift werden einige Zeichen anders als im IPA gesprochen:
  - Der Knacklaut [ˀ] wird im Folgenden durch ʼ wiedergeben. Er steht vor Vokalen und oft am Wortanfang.
  - gʼ [γ] (andere Umschriften: ġ, ğ, γ) steht für das stimmhafte Gegenstück zu x; es hört sich ähnlich wie ein deutsches Reibe-R an, während r als gerolltes [r] gesprochen wird.
  - x [χ] (andere Umschrift: h) entspricht dem Deutschen ach-Laut.
- Außerdem finden die folgenden Kombinationen Verwendung:
  - sh [ʃ] (andere Umschriften: š, ş) steht für den deutschen sch-Laut.
  - zh [ʒ] (andere Umschriften: ž, j, ʒ) wird wie 'j' in 'Journal' gesprochen.
  - dz [dz] (andere Umschrift: zʼ) ist das stimmhafte Gegenstück zu ts, etwa wie 'ds' in 'Rundsaal' gesprochen.
  - dzh [d͡ʒ] (andere Umschriften: c, ǯ, ǰ) wird wie 'dsch' in 'Dschungel' gesprochen.

#### Konsonantencluster
Von besonderer Gewöhnungsbedürftigkeit sind lange Konsonantencluster:
- Bei mehr als 2 Konsonanten gilt die Reihenfolge Liquida + Dental/Palatal + Velar/Uvular + Labiodental.
- Für die Anfügung von Präfixen gilt diese Regel jedoch nicht, sodass hier auch andere Verbindungen vorkommen.
- Die Konsonanten m, n, l, r sind nie silbenbildend.

### Vokale
Mingrelisch kennt die 5 Grundvokale a, e, i, o, u, und zusätzlich ə (Schwa), welches jedoch nur im Nordwestdialekt vorkommt (?); am Wortende wird es häufig gar nicht ausgesprochen.
- i, o, u sind eher geschlossen [i, o, u], e kommt auch offen vor als [ε].
- Die langen Vokale [a:, e:, u:], (?) die im Nordwestdialekt vorkommen, werden durch Doppelschreibung gekennzeichnet (in anderer Schreibweise durch übergeschriebenes ¯), haben aber keinen Phonem-Status.
- i und u werden vor einem Vokal als Halbvokale ([j], [w]) gesprochen; uu bezeichnet jedoch langes [u:].

Hörbeispiele zur Lautlehre: siehe Weblinks

## Nominale Wortarten und Deklination
- Deklinierbare Wortarten im Mingrelischen sind: Substantive, Verbalnomina, Adjektive, Partizipien, Pronomen.
- Mingrelisch hat keine Artikel. Als Ersatz können stehen das Zahlwort art-i „eins“ oder ein Demonstrativpronomen (s.u.).
- Im Mingrelischen werden keine Genera unterschieden, nicht einmal bei Personalpronomen.

### KasusundNumerus
Mingrelisch verfügt über ein System von 9 Kasus, für die zum Teil unterschiedliche Bezeichnungen existieren.
| Kasusbezeichnungen                                   | Verwendung im Mingrelischen                        | Endung Mingrelisch                 | Endung Georgisch                     |
| Nominativ(-Akkusativ) [NOM] Absolutiv Gruppenflexion | Subjekt direktes Objekt Ursache                    | -(i)                               | -i                                   |
| Vokativ                                              | Direkte Anrede                                     | -(i)                               | -(w) nach Vokal -o nach Konsonant    |
| Ergativ [ERG] Narrativ                               | Subjekt Ursache                                    | -(ə)k                              | -m nach Vokal -ma nach Konsonant     |
| Dativ(-Akkusativ) [DAT]                              | Objekt Experiencer Ort, Zeit...                    | -s                                 | -s(a)                                |
|                                                      |                                                    |                                    |                                      |
| Genitiv [GEN]                                        | Attribut Subjekt/Objekt bei Infinitiv od. Partizip | -ish(i)                            | -is(a)                               |
| Instrumental(is) [INS]                               | Mittel                                             | -it(i)                             | -ti nach Vokal -it(a) nach Konsonant |
| Adverbialis [ADV] Transformativ                      | Wie oder zu was etwas wird Adverbbildung           | -t nach Vokal -o(t) nach Konsonant | -ad(a)                               |
|                                                      |                                                    |                                    |                                      |
| Aus dem Genitiv abgeleitete Kasus:                   |                                                    |                                    |                                      |
|                                                      |                                                    |                                    |                                      |
| Allativ [ALL] Direktiv                               | Handlungsziel, Richtung Objekt                     | -isha                              |                                      |
| Ablativ [ABL]                                        | Herkunftsort                                       | -ishe(ni?)                         | -isagan                              |
| Finalis [FIN] Designativ Destinativ                  |                                                    | -isho(t)                           |                                      |

- Hochgestellte Laute stehen nur direkt nach einem Konsonanten.
- Laute in runden Klammern sind optional.
- In der Emphase können mit Konsonant auslautende Endungen durch -i oder Schwa verstärkt werden (z. B. kʼotshkə „dem Manne“).
- Die Dativ-Endung -s verschmilzt mit einem konsonantischen Stamm je nach dessen Auslaut, zum Beispiel: kʼotsh-i „Mann“ > kʼots / kʼos „(dem) Manne“, dud-i „Kopf“ > dus „(dem) Kopfe“.

Das Pluralinfix -ep- (das nach einem Zahlwort nicht nötig ist) wird zwischen Stamm und Kasusendung eingeschoben, wobei es in einigen Kasus zu Assimilationen kommt:
- Ergativ:   -e(n)k
- Dativ:     -e(n)s, -ents

(?) Stammauslautendes -l, das bei den betreffenden Substantiven im Singular abgefallen ist, wird im Plural wieder eingefügt. Daher: skua/xe „Sohn/Hand“ > skualepi/xelepi „Söhne/Hände“ usw.

### Kongruenz

#### SubjektundObjekt
Mingrelisch ist eine erweiterte Split-Ergativ-Sprache. Je nachdem, in welchem Screeve ein finites Verb steht, erscheinen Agens, Patiens usw. in unterschiedlichen Kasus (Näheres siehe im Abschnitt 'Screeves').
Zuordnung nach Tuite:
```
 Zu einem finiten Verb gehören maximal drei Nominalphrasen:
  # NP1: etwa Subjekt (Agens, Quelle, Thema, Patiens)
  # NP2: etwa indirektes Objekt (Adressat, Rezipient, Experiencer, Benefaktor)
  # NP3: etwa direktes Objekt (Patiens, Ziel, Instrument)
```

```
 
             NP1         NP2     NP3

 TAM I, IV   
 Nominativ   Dativ   Dativ

 TAM II      
 Ergativ     Dativ   Nominativ

 TAM III     
 *           **      Nominativ
```

```
 *:  
Nominativ
 bei Verben der 1. und 3. Klasse, sonst 
Dativ

 **: wird mit einer Postposition umschrieben
```

Zuordnung nach Rostovtsev-Popiel:
```
                                 
TAM I,IV    TAM II      TAM III

 Konjugation A Subjekt     (
v-
)  Nominativ   Ergativ     Dativ
               Objekt      (
m-
)  Dativ       Nominativ   Dativ
 Konjugation B Subjekt     (
v-
)  Nominativ   Ergativ     Dativ
 Konjugation C Subjekt     (
v-
)  Nominativ   Ergativ     
Nominativ

 Konjugation D Ursache     (
v-
)  Nominativ   Ergativ     
Nominativ

               Experiencer (
m-
)  →         
Dativ
       ←
```

#### Subjektund Verb
Für die Subjekt-Verb-Kongruenz nach einem Zahlwort gilt:
- Wird das Pluralinfix ausgelassen, steht auch das Verb meist im Singular.
- Wird das Pluralinfix benutzt, steht das Verb nur sehr selten im Singular.

Bei einem unbelebten Subjekt im Plural steht das Verb im Singular (z. B. dzhalepi kotshʼans (Baum-PL-NOM stehen:3.SG) „die Bäume stehen“).
(?) Bei mehreren Verben zu einem Pluralsubjekt (auch belebt) kann das erste von ihnen auch im Singular stehen. Anscheinend hängt die Numeruskongruenz mit der Topikalität zusammen.

#### Attribute zu einem Nomen
- Im Mingrelischen herrscht Gruppenflexion: Nur das letzte Wort bei einer Kette aus Nomen und nominalen Attributen erhält Kasusendungen, während die vorausgehenden Attribute im Nominativ stehen.
- Teilweise steht sogar das Bezugsnomen unmarkiert im Nominativ, wenn ein Attribut nachgestellt wird (z. B. tshxom-i tshʼitshʼe-k (Fisch-NOM klein-ERG) „ein kleiner Fisch“).
- Nachgestellte Genitive kongruieren oft mit dem Bezugssusbtantiv (z. B. kʼeteba-s ʼude-shi-s (Bau-DAT Haus-GEN-DAT) „dem/den Bau des Hauses“)

### Adjektive
Adjektive können wie Nomen dekliniert werden (s. aber den Abschnitt 'Attribute zu einem Nomen'). Ableitungen aus Adjektiven beinhalten keine Steigerungsformen; die Bildung von Adverbien ist gemeinhin aus dem Adverbialis oder Dativ entstanden:
```
 Positiv:  
mangar-i
 „stark“,            
tshkar-i
  „schnell“
 Adverb:   
mangar-o
 „auf starke Weise“, 
tshkar-as
 „bald“
```

```
 
utsha
 „schwarz“ > 
mo-utsh-e
 „schwärzlich“
```

### Zahlen

#### Kardinalzahlen
```
       1 
art-i

       2 
zhir-i

       3 
sum-i

       4 
otx-i

       5 
xut-i

       6 
amshv-i

       7 
shkvit-i

       8 
(b)ruo

       9 
tshxoro

      10 
viti

      11 
vit-a-art-i
```

```
      20        
etsh-i
               30        
etsh-do-vit(i)
       (20 und 10)
      40 
zhar-n-etsh-i
 (2-mal 20)     50 
zhar-n-etsh-do-vit(i)
  (2-mal 20 und 10)
      60 
sume-n-etsh-i
 (3-mal 20)     70 
sume-n-etsh-do-vit(i)
  (3-mal 20 und 10)
      80 
otxo-n-etsh-i
 (4-mal 20)     90 
otxo-n-etsh-do-vit(i)
  (4-mal 20 und 10)
```

```
     100        
osh-i

     200   
zhir-osh-i

     300    
sum-osh-i

     400    
otx-osh-i

     500    
xut-osh-i

     600   
ansh-osh-i

     700 
shkvit-osh-i

     800    
bru-osh-i

     900 
tshxor-osh-i
```

```
   1.000     
antas-i

   2.000
zhir-antas-i

  10.000 
vit-antas-i

 100.000 
osh-antas-i
```

#### Ordinalzahlen
```
      1. 
pʼirveli
  „der erste“
      2. 
ma-zhir-a
 „der zweite, ein anderer“
      3. 
ma-sma

      4. 
ma-otx-ani

      5. 
ma-xut-a

      6. 
ma-mshv-a

      7. 
ma-shkvit-a

      8. 
ma-(b)ruo

      9. 
ma-tshxor-a

     10. 
ma-vit-a

     20. 
ma-etsh-a
```

### Pronomen
(Quelle: )

#### Personalpronomen
| Kasus                | 'ich'        | 'du'  | 'er/sie'  | 'wir'    | 'ihr, Sie' | 'sie'      |
| Nominativ            | ma           | si    | mu        | tshki    | tkva       | (?) munepi |
| Ergativ              | ma           | si    |           | tshki    | tkva       |            |
| Dativ-Akkusativ      | ma           | si    | (?) mus   | tshki    | tkva       |            |
| Genitiv (Possessiva) | tshkimi      | skani | (?) mushi | tshkini  | tkvani     | (?) mushi  |
| Instrumental         |              |       |           |          |            |            |
|                      |              |       |           |          |            |            |
| Allativ              | (?) tshkimda |       |           | tshkinda | tkvanda    |            |

- Häufiger als mu sind die Demonstrativpronomen; (?) mu kann auch „was?“ bedeuten.
- Die 2. Personal Plural tkva wird auch als höfliche Anrede „Sie“ verwendet.

#### Demonstrativpronomen
- Bei Demonstrativpronomen wird zwischen Nahdeixis (das Bezeigte ist nahe beim Sprecher, „dies hier“) oder Ferndeixis (das Bezeigte ist weiter weg, „jenes da“) unterschieden.
- Das Pronomen der Nahdeixis ist ena, das der Ferndeixis ina (Plural: inepi).
- In der Emphase können beide erweitert werden: ena > tena > atena, ina > tina > etina.
- Weitere Varianten sind e (Ergativ ek) sowie te/ti „es, jener“.
  - Deklination von tena:   tenak, tenas, tenash …
  - Deklination von atena:  atek,  ates,  ateshi …; atenepi, atenenk, atenens, atenepishi …

## Konjugation
Mingrelisch ist eine Split-Ergativ-Sprache mit der besondere Eigentümlichkeit, dass nicht mehr zwischen transitiven und intransitiven Verben unterschieden wird. Der Ergativ als Subjekt dient also lediglich noch als Aorist-Marker.

### Verbklassen
Zuordnung nach Tuite:
- Klasse A:
  - 1. Konjugation (meist transitiv)
  - 3. Konjugation (mediale Verben; Verben atelischer Aktivität, meist intransitive Verben)

- Klasse P:
  - 2. Konjugation
    - Verben mit Präfix (Vorwurzelvokal i/e-)
    - Verben mit Suffix (Suffix -n/d)
    - meist inchoative Wurzeln (unmarkiert)

  - 4. Konjugation (stative Passiva)

Zuordnung nach Rostovtsev-Popiel:
- Klasse A: Transitiva
z. B. bxantʼunk „ich male“, vashenenk „ich baue“
- Klasse B: meist aktive Intransitiva
z. B. vmushenk „ich arbeite“, vibirk „ich singe“
- Klasse C: meist inaktive Intransitiva
z. B. vorek „ich bin“, bgʼuruk „ich sterbe“, voxek „ich sitze“
- Klasse D: Affektive Verben
z. B. mokʼo „ich will“, mioʼrs „ich liebe“, matsiens „ich habe kalt“

### Affixe
Im Mingrelischen können sich zahlreiche Affixe in fester Reihenfolge um eine Verbwurzel herum gruppieren; es gibt im Prinzip kein bedeutungsloses Element für unbesetzte Stellen.
In der folgenden Aufzählung wird die Verbwurzel mit '0' bezeichnet, die Präfixe mit negativen, die Suffixe mit positiven Zahlen:
```
 -5        Affirmativ / Negation
 
-4        Präverb

 
-3        Imperfektivierendes Präverb

 -2        
Subjekt
 / 
Objekt

 -1        Versionalisierer
  0        
Wurzel

  1        
Kausativ

 
 2        
Inchoatives
 
Passiv

  3        Serien-Markierung
  4        Imperfekt
  5        Subjunktiv
  6,7      
Subjekt

  8        Konditional
```

#### Affirmativ und Negation
Aus den mingrelischen Wörtern ko „ja“ und var „nein“ sind Affirmativ- und Negationspräfixe abgeleitet, die an Position -5 stehen.
- Das Affirmativpräfix ko- k(u/i/ə/a/e)- vor und hat folgende Aufgaben:
  - Aspekt/Zeit (z. B. sxapʼuns „springt“ > ko-sxapʼuns „wird springen“)
  - Kontakt oder Trennung (z. B. ga-mkʼosxapʼu „sprang von Y herab“ > ki-mkʼasxapʼu „sprang auf Y“)
  - Numeruskongruenz (z. B. utsʼu „X erzählte Y(Plural) Z“ > k-uts’u „X erzählte Y(Singular) Z“)
  - Deiktische Bedeutung eines Folgepräfixes und evidentielle Bedeutung bei stativen Verben (z. B. muto-re „ist hier“, mito-re „ist dort“ > ki-mto-re „ist erwiesenermaßen …“)
  - Kommunikativer Status (z. B. mortu „kam“ > ku-mortu „kam wirklich“)
  - Diskurskohärenz (z. B. … do mortu „… und kam“ > … do ku-mortu … „… und kam …“ – eine Fortführung ist erforderlich")

- Negationspräfix kommt in den Formen va-, ve-, vu- vor. Häufig findet man va/ve als eigenständiges Wort geschrieben (z. B. vamortu = va mortu „er kam nicht“).

- Beide kommen in einem Fall auch zusammen vor, z. B. va-ku-mortuo? „Wie kommt es, dass X nicht (an)gekommen ist?“.

#### Subjekt und Objekt
Personal-Präfixe stehen in Position −2, Personal-Suffixe in Position 6 bzw. 7 (Plural-Marker).
Das Subjekt wird durch folgende Suffixe und Präfixe gekennzeichnet:
| Person | Subjekt (Präfix) | Subjekt Präsens/Futur | Subjekt Präteritum |
| ich    | v-               | -k -                  | -[i] -e            |
| du     | -                | -k -                  | -[i] -e            |
| er/sie | -                | -s/ts -               | -u/ə/-             |
| wir    | v-               | --t                   | -[i]-t -e-t        |
| ihr    | -                | --t                   | -[i]-t -e-t        |
| sie    | -                | -a(n)                 | -es                |

- v- erscheint assimiliert als b/p/pʼ-

Das Objekt bekommt ebenfalls Personalaffixe:
```
   OBJEKT    
1. Person                  2. Person

 Singular    
m-                         g/r-
```

- m- erscheint assimiliert als b/p/pʼ-
- g- erscheint assimiliert als kʼ- (?)
- Bei einem Objekt im Plural tritt zusätzlich der Plural-Marker -t hinzu (?? und/oder -an/es).

Zu beachten ist:
- Er kommen nie mehr als 2 Personalzeichen gleichzeitig an derselben Wurzel vor.
- Subjekt und Objekt sind verschieden (z. B. gxantʼunk hat die Subjektendung -k, die für die 1. und 2. Person Singular gilt, die Form kann nur heißen „ich male dich“).
- Die Formen sind nicht immer eindeutig und müssen ggf. durch Personalpronomen gestützt werden, vor allem, da der Pluralmarker -t sich auf Subjekt und/oder Objekt beziehen kann.

#### Versionalisierer und Serienmarkierung
Der Versionalisierer (-a/i/o/u-) steht direkt vor der Verbwurzel, die Serienmarkierung (-an/en/in/un-) an Position 3. Beide erfüllen verschiedene Aufgaben:
```
 Neutral:     
  -tshʼar-
un
-s  
 „X schreibt [etwas]“
 Lokal:       
 
o
-tshʼar-
un
-s 
  „X schreibt [seine Signatur] 
auf [etwas]
“ (+Dativ)
 Subjektiv:   
 
i
-tshʼar-
un
-s 
  „X schreibt etwas 
an/für sich selbst
“
 Objektiv:    
 
u
-tshʼar-
un
-s 
  „X schreibt etwas 
an/für Y
“
```

```
 Passiv:           
i
-tshʼar-
u(n)
   „es wird geschrieben“
 Potentialis:      
i
-tshʼar-
e(n)
   „es kann geschrieben werden“
 Rel. Passiv:      
a
-tshʼar-
u(n)
   „es wird von (für ?) X geschrieben“
 Rel. Potentialis: 
a
-tshʼar-
e(n)
   „es kann von (für ?) X geschrieben werden“
```

Die Serienmarkierung steht nur in TAM I. Daher:
```
 Aorist:            
  tshʼar-  u
      „er/sie schrieb“
 Optativ:           
  tshʼar-a-s
      „er/sie möge schreiben“
 Konditional II:    
  tshʼar-  u-kʼon
 „(?)“
                      usw.
```

#### Kausativ
Das Kausativsuffix steht direkt nach der Verbwurzel, das Kausativobjekt steht im Dativ.
- Der Kausativ Aktiv drückt eine Veranlassung aus:

```
  
o-tshʼar-
apu
-an-s
   „er/sie lässt schreiben, hilft zu schreiben“
  
o-tshʼar-
apu
-  -u
   „er/sie ließ schreiben, half zu schreiben“
  
u-tshʼar-
apu
-an-s
   „er/sie lässt für Z schreiben, hilft für Z zu schreiben“
  
i-tshʼar-
apu
-an-s
   „er/sie lässt für sich schreiben, hilft für sich zu schreiben“
```

```
  
Vano     Ninos    gantsxadebas otshʼarapuans

 (Vano:NOM Nino:DAT Petition:DAT schreiben:lässt)
 „Vano lässt Nino eine Petition schreiben“
```

- Der Kausativ Passiv wird auch für unabsichtliche Handlungen benutzt:

```
  
a-tkual-
apu-apu
      „er/sie kann nicht anders als es zu sagen/erzählen“
  
a-tkual-
apu-apu
-d-u
  „er/sie konnte nicht anders als es zu erzählen“
```

#### Imperfekt
Das Suffix des Imperfekts ist -d- (Position 4):
```
 
-tshʼar-
 „schreiben“:
   
tshʼar-un-
d
-u
 „er/sie schreibt“
```

#### Subjunktiv
Der Subjunktiv hat das Suffix -a- (Position 5):
```
 
-tshʼar-
 „schreiben“:
   
tshʼar-
a
-s
   „er/sie möge schreiben, auf dass er/sie schreibt“
   
p-tshʼar-
a
-t
 „lasst uns schreiben,   auf dass wir schreiben“
```

#### Konditional
Gemeinsames Suffix der Konditionalformen ist -kʼon (Position 8; entstanden aus der Debitivpartikel okʼo):
```
 
-tshʼar-
 „schreiben“:
   
tshʼar-un-
d
-u-kʼon
 „er/sie würde schreiben“
```

#### Suffigiertes Passiv
Ein suffigiertes Passiv -d- ist nur eingeschränkt vorhanden, z. B. -tan- „erleuchten“ > go-tan-du „es wurde hell“, tshʼita „rot“ > tshʼito-n-d- „rot werden“ > go-tshʼiton-du „er/sie/es wurde rot“.

### Zeiten, Aspekte und Modi
Eine Unterteilung in Zeiten, Aspekte und Modi ist im Mingrelischen (und anderen Kaukasussprachen) nicht sinnvoll. Stattdessen verwendet man ein System aus 21 'Screeves'. Die Screeves werden in 4 Tense-Aspekt-Modi-Gruppen (TAMs) unterteilt (je nachdem, in welchem TAM ein Screeve enthalten ist, stehen Subjekt und direktes Objekt in unterschiedlichen Kasus).

#### Gliederung in TAMs
(Quelle: )
```
 TAM I:   
Präsens
     [PRÄS]
          
Imperfekt
   [IMPF]
          Habitualis  [HAB]
          Subjunktiv  [SUBJ]   I Präsens/(?) Futur
          Konditional [KOND]   I Präsens/(?)Imperfekt/(?)Futur
          
Futur
       [FUT]      (?)Imperfekt/Perfekt
 TAM II:  
Aorist
      [AOR]
          Subjunktiv          II            (Optativ [OPT])
          Konditional         II
 TAM III: Resultativ  [RES]    1            (= Perfekt)
          Resultativ           2            (= Plusquamperfekt ?)
          Subjunktiv         III
          Konditional        III
 TAM IV:  Resultativ           3
          Resultativ           4
          Subjunktiv          IV
          Konditional         IV
```

(Eine vollständige Konjugationstabelle s.u. bei den Beispielen.)

#### Verwendung einzelner Screeves
(Quelle: )
- Einen Imperativ gibt es nicht, stattdessen wird der Aorist verwendet:

```
  
dzhgiro ordat!

 (gut:ADV wart)
 „Leben Sie wohl!; Auf Wiedersehen!“
```

- Mit dem Resultativ oder Evidentialis drückt der Sprecher aus, dass er ein Ereignis nicht selbst erlebt hat, sondern er davon nur durch Erzählung oder bei der Hand liegende Ergebnisse etwas weiß:

```
  
osurs    buneba         uxantʼu(n)

 (Frau:DAT Landschaft:NOM gemalt:hat)
 „Die Frau hat offensichtlich die Landschaft gemalt“
```

- Der Habitualis steht für immer wiederkehrende Handlungen, außerdem steht er immer im Konsequenzsatz nach einem irrealen Konditional:

```
  
(mudrosət) tina tshkinda 
kimishu
-n,    art suratis  
doxantʼundu

 ((wenn)     jene uns:ALL  kommt:HAB-KJ, ein Bild:DAT malt:HAB)
 „Jedes Mal, wenn sie kam, um uns zu sehen, malte sie ein Bild“
```

```
  
gogʼa   tik   tsʼerili  dotshʼarukʼon,             amdgʼa 
mibgʼendit

 (gestern jener Brief:NOM geschrieben:hätte:COND.II, heute  wir:erhalten:HAB)
 „Hätte er gestern den/einen Brief geschrieben, hätten wir ihn heute erhalten“
```

### Infinite Formen
(Quelle: )

#### Partizipien
- Partizip Präsens Aktiv:
Affixe: ma- -al/ar/u/endzhi/e, mo- -u
Zum Beispiel: ma-tshʼar-al-i „schreibend“, ma-xantʼ-al-i „malend“.
- Partizip Präteritum Passiv:
Affixe: -il/ir/el/er/ul, na- -a/i/e/endzhi/dzha
Zum Beispiel: na-tshʼar-a (kagʼardi) „geschrieben(er Brief)“, na-xantʼ-a „gemalt“.
- Partizip Futur (Gerundivum):
Affixe: o- -al/ar/ur/e/endzsi
Zum Beispiel: o-xant-al-i „zu malend“.

- Das Objekt zu einem Partizip steht im Genitiv.
- Mit einem Partizip im Präsens oder Präteritum können Relativsätze umschrieben werden:

```
  
te    surati-sh ma-xant’-ali  k’otshi     kobzhiri

 (dies [Bild-GEN  malend        Mann:NOM]   sah:AOR)
 „Ich sah den Mann, der das Bild gemalt hatte“
```

```
  
momets’onu  ti-sh   na-xant’-a   suratik

 (mochte:AOR [er:GEN  gemalt       Bild:ERG])
 „Ich mochte das Bild, das er gemalt hat“
```

- Mit dem Partizip Futur im Allativ oder Adverbialis können Finalsätze umschrieben werden:

```
  
midartu   tsʼqʼarish    magʼalusha

 (ging:AOR [Wassers:GEN    zu:holend:ALL])
 „Er ging, um Wasser zu holen“
```

```
  
boshik     getshʼopu kʼalami    kagʼardish   otshʼaralo

 (Junge:ERG  nahm:AOR  Stift:NOM [Briefes:GEN  zu:schreibend:ADV])
 „Der Junge nahm den Stift, um einen Brief zu schreiben“
```

- Das Partizip Futur kann auch (neben dem Verbalnomen auf o/u) ein Attribut zu einem Substantiv sein:

```
  
tena zhneli    ogurapal      sagani re  = tena zhneli    
ogurapu
   sagani re

 (dies schwierig zu:studierend Thema  ist = dies schwierig Studieren Thema  ist)
 „Dies ist ein schwieriges Studienthema“
```

#### Verbalsubstantive
Zur Bildung der beiden Verbalsubstantive (masdars) oder Infinitive wird der Verbstamm durch eines der Suffixe -(u)al-, -ap-, -op-, -eb- erweitert, woran dann entweder das Suffix -(u)a angehängt wird, das wohl georgischen Ursprungs ist, der um den erweiterten Stamm die Affixe o- -u gestellt werden, die für die ursprünglichen Verbalsubstantive der Zan-Sprache  gehalten werden:
```
 
kʼeteb
a
   ~ 
o
kʼeteb
u
  „tun    / das Tun“
 
tsʼamal
ua
 ~ 
o
tsʼamal
u
 „heilen / das Heilen“
```

In der Verwendung sind die beiden Verbalsubstantive häufig austauschbar. Auf Ausnahmen wird im Folgenden hingewiesen. Beide Verbalsubstantive werden wie ein normales Substantiv dekliniert.
- Das Subjekt oder Objekt zu einem Verbalsubstantiv steht im Genitiv.
- Bei einem Verbalsubstantiv kann ein Adjektiv oder ein Adverb stehen:
  - Haben das Verb im Hauptsatz und das Verb im Nebensatz das gleiche Subjekt (sind sie koreferent), wird das Adverb bevorzugt:

```
  
mopʼtsʼons 
skʼvamas
  tshʼarua

 (mag       schön:ADV Schreiben:NOM)
 „Ich mag es, schön zu schreiben“
```

```
  
apʼirens     ʼudesh     
tshkaras
    shenebas

 (beabsichtigt Hauses:GEN schnell:ADV Bauen:DAT)
 „Er beabsichtigt, das Haus schnell zu bauen“
```

- - Ansonsten wird das Adjektiv verwendet:

```
  
mopʼtsʼons Ninosh    
skʼvami
 tshʼarua

 (mag        Ninos:GEN schönes Schreiben:NOM)
 „Ich mag es, wie Nino schön schreibt“
```

- Je nach der Tempus des finiten Verbs steht das als Objekt fungierende Verbalsubstantiv im Dativ oder Nominativ. Die o/u-Formen scheinen hier weniger häufig zu sein:

```
  
itshʼqʼans    fizikash   
gurapas / ogurapus

 (beginnt:PRÄS  Physik:GEN Studieren:DAT)
 „Er/sie beginnt Physik zu studieren“
```

```
  
ditshʼqʼu  fizikash   
gurapa / ogurapu

 (begann:AOR Physik:GEN Studieren:NOM)
 „Er/sie begann zu studieren“
```

```
  
tsdilens  gurapas

 (versucht  Studieren:DAT)
 „Er versucht zu studieren“
```

- mokʼo „ich will“, mopʼtsʼons „ich mag“ usw. verlangen einen Experiencer im Dativ und ein Komplementverb im Nominativ bzw. Ergativ:

```
  
osurs    okʼo betshʼedi

 (Frau:DAT will Ring:NOM)
 „Die Frau will einen Ring“
```

```
 Daher:
```

```
 
osurs    okʼo bunebash       xantʼua

 (Frau:DAT will Landschaft:GEN Malen:NOM)
 „Die Frau will eine Landschaft malen“
```

```
  
mopʼtsʼons Ninosh    skʼvami   tshʼarua

 (mag        Ninos:GEN schön:NOM Schreiben:NOM)
 „Ich mag es, wie Nino schön schreibt“
```

```
  
mopʼtsʼons skʼvamo   tshʼarua

 (mag        schön:ADV Schreiben:NOM)
 „Ich mag es, schön zu schreiben“
```

- In Komplementsätzen ist nur bei Verben des Beginnens die o/u-Form möglich:

```
 
itshʼqans gurapas = ogurapus
  „er fängt an zu studieren“
 
atens kʼeteba     = okʼetebus
 „er hört auf zu tun“
```

- Die o/u-Formen können (neben dem Partizip Futur) als Attribute verwendet werden:

```
  
tena zhneli    
ogurapu
   sagani re  = tena zhneli    ogurapal      sagani re

 (dies schwierig Studieren Thema  ist = dies schwierig zu:studierend Thema  ist)
 „Dies ist ein schwieriges Studienthema“
```

## Unflektierbare Wörter
Das Mingrelische kennt folgende Wortarten ohne Flexion:
- Adverbien, z. B. am(ə)dgʼa „heute“, ase „jetzt“...
- Konjunktionen, z. B. namda „dass“, tumtsa „obwohl“...
- Postpositionen, z. B. [ALL]+-xə „bis“...
- Partikeln
- Interjektionen

## Satzbau
- Mingrelisch ist eine freie SOV/SVO-Sprache (S=Subjekt, O=Objekt, V=Prädikat). Die Satzstellung scheint im Übrigen wenn überhaupt, dann auf der Phrasenebene grammatikalische Beziehungen zu vermitteln.
- Die Satzstellung scheint in langen Sätzen oder bei einem langen Objekt eher SVO zu sein als in kurzen.
- Auch im Imperativ wird die Satzstellung VO bevorzugt (z. B. komutshiAOR paraNOM / paraNOM komutshiAOR „gib mir das Geld!“).
- Einführende Verben stehen gerne an der ersten Position, wenn das Referenzsubjekt auf dem Schauplatz erscheint oder verschwindet (z. B. koʼope arti gʼalieri kʼotshi „es war [einmal] in reicher Mann“).

### Fragesätze
- Entscheidungsfragen werden mit dem Suffix -[v]o gebildet:

```
 
… rek
o
?
                 „Bist du...?“
 
… gokʼonan
o
?
            „Wollen Sie...?“
 
… gitshkun
o
?
            „Weißt du...?“
 
… gitshkunan
o
?
          „Wissen Sie...?“
 
tshkimda kuggageben
o
?
 (?) „Verstehen Sie mich?“
 
martalo
vo
?
                „Stimmt das?“
 
Margaluro ragadant
o
?
 (?)  „Sprechen Sie Mingrelisch?“
 
Vanok mortu
o
?
             „Ist Vano gekommen?“
```

- Ergänzungsfragen können mit Interrogativa gebildet:

```
 
mi?
      „wer?“        
mu/so?
           „was?“
 
mudros?
  „wann?“       
mutshʼo?
         „wie?“
 
mot?
     „warum?“      
sowreshe?, son?
  „woher?“
 
hangi?
   „welcher?“
```

```
 
tena 
mu
 re?
             „
Was
 ist das?“
 
te kʼotshi 
mi
 re?
       „
Wer
 ist dieser Mann?“
 
tina 
mudros
 komurs?
     „
Wann
 wird er/sie kommen?“
 
mutshʼo
 rek?
                   „
Wie
 geht es dir?“
 
nam saat
 re?
                   „
Wieviel Uhr
 ist es?“
 
si 
sowreshe
 gitshku margaluri?
 „
Woher
 kannst du Mingrelisch?“
```

### Adjunkte
- Demonstrativa, Possessiva und Quantifizierer werden vorangestellt (z. B. ina kʼotshi „jener Mann“, tito kʼotshi „jeder Mann“). In den Nordwestdialekten werden aber vor allem Possessiva auch nachgestellt (und erhalten dann eine Kasusendung!).
- Zahlwörter können auch nachgestellt werden (z. B. zhiri kʼotshi = kʼotshi zhiri „zwei Männer“).
- Diskontinuität[6]:

```
  
marans     didi      lagvanepi rdə     gʼvinishi   epsha

 (Keller:DAT groß:NOM  Krüge:NOM waren Weines:GEN voll)
 „Es gab große Weinkrüge im Keller“
```

### Nebensätze
Mingrelisch kennt nur wenige Konjunktionen. Am häufigsten ist der Subordinator ni, der auch als Suffix -ni / -n / -i vorkommt und verschiedene Aufgaben hat:
```
  
mitshku    megobark     kalaksha  kəmortu
ni

 (wusste:AOR Freund:ERG   Stadt:ALL kam:AOR-KJ)
 „Ich wusste, dass (mein) Freund in die Stadt [ALL] kam [AOR]“
```

```
  
gitshkun-o tina    mudros kəmorsə
n(i)
?

 (weißt-?    jener   wann   kommen:wird:FUT-KJ)
 „Weißt du, wann er kommt?“
```

#### Konzessivsätze
Konzessivsätze werden mit tumtsa am Nebensatzanfang gebildet:
```
  
Alek    tena gakʼetu, 
tumtsa
 mitin  ve-eludu             tes

 (Ale:ERG dies tat:AOR, obwohl jemand nicht-erwartete:IMPF dies)
 „Ale tat es, obwohl niemand es erwartete“
```

#### Kausalsätze
- Kausale Adverbialsätze werden mit tisheni „weil“ am Nebensatzende gebildet:

```
  
Vanok vedu diarasha, dus glaxat grzhnendu 
tisheni

 „Vano ging nicht zur Hochzeit, weil er sich nicht wohl fühlte“
```

- Resultative Sätze werden mit do tishen „und deshalb“ umschrieben; oder indem sie in eine Kausalrelation umgewandelt werden:

```
  
Ale dakʼinebuli rdu do tishen va-mortu       >> Alek va-mortu dakʼinebuli rdu tisheni

 „Ale war beschäftigt und deshalb kam er nicht >> Ale kam nicht, weil er beschäftigt war“
```

#### Substitutive Sätze
Substitutive Sätze werden durch tish mangiero gebildet, das im Nebensatz ein finites Verb im Konditional II oder III verlangt:
```
  
tish  
mangiero
     gakʼvetili   gukʼetebudukʼon,       ezosha     idu      olaʼapusha

 (sein  anstatt-dass Hausaufgaben machen:würde:COND.III, Garten:ALL ging:AOR spielen:ALL)
 „Anstatt seine Hausaufgaben zu machen, ging er in den Garten spielen“
```

#### Konditionalsätze
- Konditionalsätze werden mit -ni (mehrdeutig!) oder -da „falls“ gebildet:

```
  
ase   tina      tsʼerils  tshʼarunsə
da
,    utsbas kəgebgent
 (Präsens – Präsens)
 (jetzt jener:NOM Brief:DAT schreibt-falls,  sofort herausfinden:werden:wir:FUT)
 „Falls er gerade einen Brief schreibt, werden wir es herausfinden“
```

```
  
Vano     kəmursə
da
,             domizhaxi
 (Futur – Imperativ)
 (Vano:NOM kommen:wird:FUT-falls, mich:riefst:AOR)
 „Falls Vano kommt, ruf mich!“
```

```
  
lexi    doskʼidu,              tsʼamals kumugʼanki
n(i)
 (Futur – Futur)
 (Kranker sich:erholen:wird:FUT, Medizin  bringen:wirst:FUT-KJ)
 „Der Kranke wird sich erholen, wenn du ihm Medizin bringst“
```

```
  
amser      tina      tsʼerils  dotshʼarunsə
da
,           tshʼume mibgʼent
 (Futur – Futur)
 (heuteNacht jener:NOM Brief:DAT schreiben:wird:FUT-falls, morgen  empfangen:werden:wir:FUT)
 „Falls er den Brief heute Nacht schreibt, werden wir ihn morgen empfangen“
```

```
  
gʼoronti kʼos     kaakʼetendasu 
ni
, sashverk          musheni ve-eʼuu?
 (Optativ – Aorist)
 (Gott:NOM Mann:DAT macht:OPT     KJ, Erleichterung:ERG warum   nicht-war:AOR?)
 „Falls Gott den Menschen schuf, warum gab es keine Erleichterung?“
```

- Konzessive Konditionalsätze haben zusätzlich shuro und eventuell noch ishen:

```
  
shuro
 tshʼitshʼes geshunsi
da
, biras kiditshʼqans

 „Auch wenn er nur wenig trinken wird, wird er zu singen anfangen“
```

```
  
ma tes gebgendi, si 
shuro
 mutun va-gitkualudukʼon
(i)

 „Ich hätte es herausgefunden, auch wenn du mir nichts erzählt hättest“
```

```
  
shuro
 va-gokʼodasi
n(i)
,        
ishen
      okʼo  midarte

 (sogar nicht-wollest:SUBJ.I-KJ, gleichwohl will  du:gehest:OPT)
 „Sogar wenn du nicht willst, musst du 
(gleichwohl)
 gehen“
```

- Potentielle Konditionale haben -da und ti shemtxvevasDAT „in jenem Fall“:

```
  
Ale kəmurs, 
ti shemtxvevas
 omushebel kishu
da

 „Für den Fall, dass er Arbeit findet, wird Ale kommen“
```

- Bei Konditionalsätzen steht das Nebensatzverb immer im Habitualis:

```
  
ase   tina   tsʼerils  tshʼarundukʼon,         tes      utsbas gebgendit
 (COND.I Präsens)
 (jetzt er:NOM Brief:DAT schreiben:würde, dies:DAT sofort herausfinden:wir:HAB)
 „Würde er jetzt einen Brief schreiben, würden wir es sofort herausfinden“
```

```
  
gogʼa   tik       tsʼerili  dotshʼarunkʼon,    amdgʼa mibgʼendit
 (COND. II)
 (gestern jener:ERG Brief:NOM geschrieben:hätte, heute  empfangen:wir:HAB)
 „Hätte er gestern den/einen Brief geschrieben, hätten wir ihn heute empfangen“
```

```
  
amser      tik       tsʼerili  dotshʼarukʼon,   tshʼume mibgʼendit
 (COND.I Futur)
 (heuteNacht jener:ERG Brief:NOM schreiben:würde, morgen  empfangen:wir:HAB)
 „Wenn er heute Nacht einen Brief schreiben würde, würden wir ihn morgen empfangen“
```

#### Finalsätze
Es gibt mehrere Möglichkeiten, um Finalsätze zu bilden:
- Eine finite Bildung verwendet den Subjunktiv II (Optativ):

```
  
tik       mdinaresha idu,  tshxomi otsh’opasi
n(i)

 (jener:ERG Fluss:ALL  ging, Fisch   fange:OPT-KJ)
 „er ging zum Fluss, um zu fischen“
```

- Eine Gerundivbildung verlangt das Partizip Futur im Adverbialis:

```
  
boshik    getshʼopu kʼalami   tsʼerilish  otshʼaralo

    (Junge:ERG nahm:AOR  Stift:NOM Briefes:GEN zu:schreibend:ADV)
```

- Auch das Partizip Präsens im Allativ kann verwendet werden:

```
  
midartu  tsʼqʼarish  magʼalusha

 (ging:hin Wassers:GEN holend:ALL)
 „Er ging Wasser holen“
```

- Eine weitere Bildung verwendet Verbalnomen in der o/u-Form im Allativ oder Dativ (diese Art der Finalsätze ähnelt dem lateinischen Typus ad faciendum):

```
  
boshik    midartu  xantuʼuash ogurapusha

 (Junge:ERG ging:hin Malens:GEN zum:Studieren:ALL)
 „Der Junge ging weg, um das Malen zu studieren“
```

```
  
tik       mdinaresha idu,  tshxomish   otshʼopusha

 (jener:ERG Fluss:ALL  ging, Fisches:GEN zum:Fangen:ALL)
 „er ging zum Fluss, um zu fischen“
```

```
  
kʼotshk  kədoxodə        otshʼkʼomalish otshʼkʼomus

 (Mann:ERG setzte_sich:AOR Speise:GEN    Essen:DAT)
 „Der Mann setzte sich hin um zu essen“
```

#### Temporalsätze
Gleichzeitigkeit wird ausgedrückt durch:
- Das bloße Suffix -ni

```
  
giidzhinu        
ni
,   ʼude kozhiru

 (herumschaute:AOR KJ   [Haus sah:AOR])
 „Als er sich umschaute, gewahrte er ein Haus“
```

```
  
mutshʼoti kigegones  tena     skualenkə  
ni
, sumixolok     mindomes    ogurapusha    ula

 (wie:INS   hörten:AOR dies:NOM Söhne:ERG KJ, alle:drei:ERG wollten:AOR Studieren:ALL gehen:NOM)
 „Als die Söhne das hörten, wollten sie studieren gehen“
```

- Das Adverb mudrosətə (< dro „Zeit“), wobei -ni wegfallen kann:

```
  
Vanok kəmortu, mudrosətə      dzhimalenk mdinare ginilesə(
n
)

 (Vano  kam:AOR  zu jener Zeit [Brüder-ERG Fluss   überquerten:AOR-(KJ)])
 „Vano kam, als seine Brüder den Fluss überquerten“
```

Nachzeitig wird ausgedrückt durch:
- Das Suffix -ni und ukʼul am Nebensatzende:

```
  
gebgi          te   ambe,         tik  ʼutsha kəmortu
ni
  ukʼul

 (herausfand:AOR jene Nachrichten  [er    heim  kam:AOR-KJ nachdem])
 „Ich fand etwas über die Nachrichten heraus, nachdem er nach Hause gekommen war“
```

Vorzeitigkeit wird ausgedrückt durch:
- Das Suffix -ni und soishax (< so „wo“) am Anfang des Nebensatzes:

```
  
gebgi           te   ambe,  soishax tik ʼutsha kəmortu
ni
  / tina   ʼutsha kimishu
ni

 (herausfand:AOR jene  N.    [bevor   er   heim  kam:AOR-KJ / er:NOM heim   kam:HAB-KJ])
 „Ich fand etwas über die Nachrichten heraus, bevor er nach Hause gekommen war“
```

- Den Infinitiv im Allativ, der als Bewegung auf ein zukünftiges Ereignis hin interpretiert werden kann. Die Postposition -xə „bis“ (welche bei einer abgeschlossenen 'Bewegung', die ihr Ziel erreicht hat, verwendet wird), ist hier optional:

```
  
gebgi          te   ambe,      tish   ʼutsha mula-sha(-xə)

 (herausfand:AOR jene Nachricht, er:GEN heim   kommen-ALL-bis)
 „Ich fand etwas über die Nachrichten heraus, bevor er nach Hause gekommen war“
```

#### Adverbialsätze
Adverbialsätze werden mit einem Subordinator am Nebensatzanfang und zusätzlich mit ni gebildet:
- Adverbialsätze der Art und Weise werden durch mutshʼotə (< mutshʼo „wie“) gebildet:

```
  
kimigʼi ate gʼvini, 
mutshʼotə
 ma gitsʼi
ni
!

 „Bring den Wein, wie ich dir sagte!“
```

- Adverbialsätze des Grundes werden mit radgan „da“ gebildet:

```
  
ma okʼo tena kobzhire, 
radgan
 si tash ragadanki
ni

 „Ich muss es sehen, da du es so gesagt hast“
```

- Additive Adverbialsätze werden mit tish garda „dies ausgenommen“ gebildet:

```
  
tish garda
 tina qʼurzhens, miʼonansi
ni
 laitʼis tasundas iʼi

 „Abgesehen davon, dass er Weintrauben wachsen lässt, wird er Mais säen“
```

- Lokativische Adverbialsätze werden mit sodetə (< so „wo“) gebildet:

```
  
si 
tek
 dorxvaduk, 
sodetə
 gogʼa vorditi
ni

 „Ich werde dich 
da
 treffen, wo wir gestern waren“
```

#### Komplementsätze und indirekte Rede
- Komplementsätze werden allgemein mit -ni gebildet:

```
  
vnanenk       Ninok    va-mortu
ni
 (kommentativ)
 (bedaure:ich, [Nino:ERG nicht-kam:AOR-KJ])
 „Ich bedaure, dass Nino nicht gekommen ist“
```

```
  
Vanos    utshʼku  Nino     gʼvins   va-shunsi
n(i)
 (wissen/erfahren)
 (Vano:DAT weiß    [Nino:NOM Wein:NOM nicht-trinkt-KJ])
 „Vano weiß, dass Nino keinen Wein trinkt“
```

- Ein intentionales, desideratives, manipulatives oder modales Matrixverb verlangt im Nebensatz den Optativ, wenn es im Präsens/Futur steht, bzw. den Konditional II/III, wenn es im Aorist/Imperfekt steht:

```
 Desideratives Matrixverb im 
Präsens
:
    
mokʼo  Ninok    kəmortasi
n(i)

   (will  [Nino:ERG komme:OPT-KJ])
   „Ich will, dass Nino kommt“
```

```
 Desideratives Matrixverb im 
Imperfekt
:
    
mokʼodu Ninos    kəmurtumudukʼon
(i)

   (wollte [Nino:DAT kommen:würde:KOND.III-KJ])
   „Ich wollte, dass Nino kommt“
```

```
 Manipulatives Matrixverb im 
Präsens
:
    
Vano aizhulens Ninos      metʼi gʼvin(i) geshvasi
n(i)

   (Vano zwingt    Nino:DAT, [mehr  Wein:NOM trinke:OPT-KJ])
   „Vano zwingt Nino, mehr Wein zu trinken“
```

```
 Manipulatives Matrixverb im 
Aorist
:
    
Vanok aizhulu  Ninos      metʼi gʼvin(i) geushumudukʼon
i

   (Vano  zwang    Nino:DAT, [mehr  Wein:NOM trinken:würde:KOND.III-KJ])
   „Vano zwang Nino, mehr Wein zu trinken“
```

Die Konjunktion nam(u)da „dass“ am Nebensatzanfang wird fast nur für die indirekte Rede verwendet, in welcher an das Verb im Nebensatz sowohl -ni als auch ein Zitier- bzw. Quotativsuffix [QUOT] (-maki bzw. -a) angehängt wird:
```
 Ein Sprecher in der 1. Person wird zitiert:
    
ma  gitsʼi,           namda Nino     va-murs-i-
maki

   (ich dir:erzählte:AOR, dass  Nino:NOM nicht-kommen:wird:FUT-KJ-QUOT)
   „Ich erzählte dir, dass Nino nicht kommen würde“
```

```
 Ein Sprecher in der 3. Person wird zitiert:
    
mumak     mitsʼu,           namda Nino     va-murs-i-
a

   (Vater:ERG mir:erzählte:AOR, dass  Nino:NOM nicht-kommen:wird:FUT-KJ-QUOT)
    „Der Vater erzählte mir, dass Nino nicht kommen würde“
```

#### Relativsätze
Relativsätze werden 1. mit -ni oder 2. mit dem Relativpronomen namu-KASUS-[i]t gebildet. Im ersten Fall können Relativsätze vor- oder nachgestellt werden:
```
 1. Mit 
-ni
:
   
 vezirepi      laʼapis   udzhinedes
ni

   (Wesir:Pl:NOM  Spiel:DAT sahen:IMPF-KJ)
   „die Wesire, die das Spiel sahen“
```

```
   
 gʼorontisha  idəni
ni
        ti      kʼotshi

   (Gott:ALL     gehen:AOR-KJ   dieser  Mann:NOM)
   „dieser Mann, der zu Gott ging“
```

```
 2. Mit 
namu-ti
:
   
 almasi,      namu--ti    gʼir sumi sopeilishave

   (Diamant:NOM, welcher:NOM wert drei Dorf:ALL)
   „der Diamant, der drei Dörfer wert ist“
```

```
   
 kʼotshi,  namu-shen-it  ma  pikrendi,    dogʼuru = dogʼuru kʼotshi, namu-shen-it ma pikrendi

   (Mann:NOM, welchen-ABL   ich dachte:IMPF, starb:AOR)
   „der Mann, an den ich gedacht habe, ist gestorben“
```

```
   
 Ndiik   mitxuu     kʼotshi,  namu-k-it   tina      gakʼurtsxinuni

   (Div:ERG fragte:AOR Mann:NOM, welcher:ERG jenen:NOM wecken:KAUS:PLUSQ)
   „der Div fragte den Mann, wer ihn geweckt hat“
```

## Beispieltabellen

### Deklination
Beispiele für die einzelnen Kasus:
```
 
oxvame-s
       (Dativ)        „in der Kirche“
 
bolo-s
         (Dativ)        „zum Schluss“
 
tsʼqʼar-isha
   (Allativ)      „ins Wasser“
 
kalak-sha
      (Allativ)      „in die Stadt“
 
otshʼopu-sha
   (Allativ)      „um zu fangen“
 
xviratʼe-she
   (Ablativ)      „aus dem Loch“
```

Paradigmen mit den Substantiven tqʼa- „Wald“ und kʼotsh- „Mann“ sowie mit den Adjektiven tshʼita „rot“ und did- „groß“ (Zahlwörter werden wie Adjektive dekliniert); die Reihenfolge entspricht der Tabelle im Abschnitt ‚Kasus und Numerus‘.
```
 Deklinationstyp I (vokalisch):
 << 
tqʼa, tqʼak, tqʼas, tqʼashi, tqʼat, tqʼasha, tqʼashe, tqʼashot, tqʼat.

 << 
kʼotshi, kʼotshik, kʼotshis,

    
kʼotshish(i), kʼotshit(i), kʼotshisha, kʼotshishe, kʼotshishot, kʼotsho.

 << 
tshʼita, tshʼitak, tshʼitas,

    
tshʼitash, tshʼitat, tshʼitasha, tshʼitashe, tshʼitashot, 
tshʼitat
```

```
 Deklinationstyp II (konsonantisch); Unregelmäßigkeiten sind unterstrichen:
 << 
kʼotsh(i), kʼotsh(ə)k, (kʼotshs)/
kʼos/kʼoc
,

    
kʼotshish, kʼotshit, kʼotshisha, kʼotshishe, kʼotshishot, kʼotsho

 << 
did(i), did
i
k/
ditk
, did
i
s/
dis
,

    
didish, didit, didisha, didishe, didishot, dido
```

Beispiel für Gruppenflexion (art- „eins“, skvam- „schön“, shkiru- „grau“):
```
 Nominativ:  
art(i) skvam(i) shkiru geri
   „ein schöner grauer Wolf“
 Genitiv:    
art(i) skvam(i) shkiru gerish
 „eines schönen grauen Wolfes“
 Dativ-Akk.: 
art(i) skvam(i) shkiru gers
   „einem/n schönen grauen Wolf“
             usw.
```

### Konjugation
(Quelle: )

#### TAM I
```
 Indikativ:
   
-tshʼar[un]-
 „schreiben“:
     
btshʼarunk, tshʼarunk, tshʼaruns/tshʼarunts, btshʼarunt, tshʼarunt, tshʼaruna(n)

     „ich schreibe, du schreibst, er/sie schreibt...“
```

```
   „sein“:
     
vorek, (o)rek, (o)re
n
,    voret,    ret,      rena
n
;    rdu

     „ich bin, du bist, er/sie ist, wir sind, ihr seid, sie sind;   er/sie war“
```

```
 Experiencer im Dativ:
```

```
 „wissen“:
   
mitshʼku
 „ich weiß“, 
gitshʼku
 „du weißt“, 
utshʼku
 „er/sie weiß“
```

```
 „wollen“:
   
mokʼo
 „ich will“, 
gokʼo
 „du willst“, 
okʼo
 „er/sie will“, 
gokʼona
n
 „ihr wollt“
```

```
 „lieben“:
   
miʼors
 „ich liebe (ihn/sie)“, 
ma si miʼork
 „ich liebe dich“
```

```
 Sonstiges:
   
matsiens
  „mir ist kalt“
   
pshkirens
 „ich habe Hunger“
   
voxek
     „ich sitze“
```

```
 Subjunktiv:
   „schreiben“:
     
btshʼara, tshʼara, tshʼaras, btshʼarat, tshʼarat, tshʼaran

     „sodass ich schreibe, sodass du schreibst, sodass er/sie schreibt...“
```

```
   „gehen“:
     
i
b
da, ida, ida
s
, i
b
da
t
, ida
t
, ida
n

     „sodass ich gehe, sodass du gehst, sodass er/sie geht...“
```

#### TAM II
```
 
-tshʼar-
 „schreiben“:
   
btshʼari, tshʼari, tshʼaru/tshʼarə, btshʼarit, tshʼarit, tshʼares

   „ich schrieb, du schriebst, er/sie schrieb...“
```

```
 
-kʼat-
 „sammeln“:
   
bkʼate, kʼate, kʼatu, bkʼatet, kʼatet, kʼates

   „ich sammelte, du sammeltest, er/sie sammelte...“
```

```
 „sehen“:
   
bzhiri
 „ich sah“
```

```
 
mitsʼi
 „du sagtest mir“, 
mitsʼu
 „er/sie sagte mir“, 
gitsʼi
 „ich sagte dir“
```

#### Kasus für Subjekt und Objekt
Beispiel für Subjekt und Objekt in TAM I bis IV (osur- „Frau“, buneba- „Landschaft“, xantʼ- „malen“):
```
 TAM I:   
osuri
NOM
 bunebas
DAT
 xantʼuns
PRÄSENS
     „Die Frau malt eine Landschaft“
 TAM II:  
osurk
ERG
 buneba
NOM
  doxantʼu
AORIST
      „Die Frau malte eine Landschaft“
 TAM III: 
osurs
DAT
 buneba
NOM
  uxantʼu(n)
RES. 1
    „Die Frau hat (offensichtlich) eine L. gemalt“
 TAM IV:  
osuri
NOM
 bunebas
DAT
 noxantʼuedu
RES. 4
   „Die Frau hatte (offensichtlich) eine L. gemalt“
```

#### Screevetabelle
Die mingrelischen Screeves am Beispiel xantʼ- „malen“ und tshʼar- „schreiben“:
| Screeve                     | Verbform von „malen“ mit Affixtrennung                | Verbform von „schreiben“ ohne Affixtrennung |
| Infinitiv Verbalsubstantiv  | xantʼ-ua „malen“                                      | tshʼar-ua „schreiben“                       |
|                             |                                                       |                                             |
|                             |                                                       |                                             |
| TAM I                       |                                                       |                                             |
|                             |                                                       |                                             |
|                             |                                                       |                                             |
| Präsens                     | -xantʼun-s „er malt“                                  | tshʼaruns                                   |
| Futur:                      | do-xantʼun-s „er wird malen“                          | (do)tshʼaruns                               |
| Imperfekt:                  | -xantʼun-d-u                                          | tshʼarundu                                  |
| Konditional I Präsens:      | -xantʼun-d-u-k’on                                     | tshʼarundukʼo(n)                            |
| Konditional I Imperfekt:    | -xantʼun-d-u-k’on iʼuapudu                            |                                             |
| Habitualis:                 | do-xantʼun-d-u „er malt immer / jedes Mal“            |                                             |
| Konditional I Futur:        | do-xantʼun-d-u-k’on „[wenn] er (später) malen würde“  |                                             |
|                             |                                                       |                                             |
| Subjunktiv I Präsens:       | -xantʼun-d-a-s                                        | tshʼarundas                                 |
| Futur Imperfekt:            | -xantʼun-d-a-s iʼuapu                                 |                                             |
| Subjunktiv I Futur:         | do-xantʼun-d-a-s                                      |                                             |
|                             |                                                       |                                             |
|                             |                                                       |                                             |
| TAM II                      |                                                       |                                             |
|                             |                                                       |                                             |
|                             |                                                       |                                             |
| Aorist:                     | do-xant’-u „er malte“                                 | tshʼaru                                     |
| Optativ (Subjunktiv II):    | do-xantʼ-a-s „er möge malen, auf dass er male“        | tshʼaras                                    |
| Konditional II:             | do-xantʼ-u-k’on „er hätte gemalt“                     | tshʼarukʼo(n)                               |
|                             |                                                       |                                             |
|                             |                                                       |                                             |
| TAM III                     |                                                       |                                             |
|                             |                                                       |                                             |
|                             |                                                       |                                             |
| Resultativ 1 (Perfekt):     | (du)-u-xantʼ-u-n er hat (offensichtlich) gemalt"      | utshʼaru                                    |
| Resultativ 2 (Plusquampf.): | (du)-u-xantʼ-u-d-u „er hatte (offensichtlich) gemalt“ | utshʼarudu                                  |
| Subjunktiv III:             | (du)-u-xantʼ-u-d-a-s                                  | utshʼarudas                                 |
| Konditional III:            | (du)-u-xantʼ-u-d-u-k’on                               | utshʼarudukʼon                              |
|                             |                                                       |                                             |
|                             |                                                       |                                             |
| TAM IV                      |                                                       |                                             |
|                             |                                                       |                                             |
|                             |                                                       |                                             |
| Resultativ 3:               | (do)-no-xantʼ-u-e-n                                   | notshʼarue                                  |
| Resultativ 4:               | (do)-no-xantʼ-u-e-d-u                                 | notshʼaruedu                                |
| Subjunktiv IV:              | (do)-no-xantʼ-u-e-d-a-s                               | notshʼaruedas                               |
| Konditional IV:             | (do)-no-xantʼ-u-e-d-u-k’on                            | notshʼaruedukʼon                            |